# Wojra (rejon solecznicki)
Wojra (lit. Vaira) – dawna gajówka. Tereny, na których leżała, znajdują się obecnie na Litwie, w okręgu wileńskim, w rejonie solecznickim, w gminie Biała Waka.

## Historia
Pod zaborami leśnictwo i dwór rządowy; w II Rzeczypospolitej gajówka. W XIX i w początkach XX w. położona była w Rosji, w guberni wileńskiej, w powiecie trockim. Po I wojnie światowej pod administracją polską, w Zarządzie Cywilnym Ziem Wschodnich. W latach 1920–1922 w składzie Litwy Środkowej.
Od 11 kwietnia 1922 leżała w Polsce, w województwie wileńskim, w powiecie wileńsko-trockim, w gminie Rudziszki. W 1931 miejscowość liczyła 12 mieszkańców, zamieszkałych w 1 budynku.
Po II wojnie światowej w granicach Związku Sowieckiego. Od 1991 na niepodległej Litwie.